# Taeko Kawata
Taeko Kawata (川田 妙子 Kawata Taeko?,  Tokio, Japón, 20 de marzo de 1965) es una actriz de voz japonesa, previamente afiliada a 81 Produce. Es conocida por darle voz a Amy Rose en la franquicia de Sonic the Hedgehog. Su nombre de nacimiento es Taeko Yamada (山田 妙子 Yamada Taeko?).

## Filmografía
Algunas de las interpretaciones de Kawata fueron las siguientes:

### Anime
- Azuki-chan (Kaoru Nishino)
- Cardcaptor Sakura (Yuuki Tachibana)
- Chibi Maruko-chan (Toshiko Tsuchihashi)
- D.N.Angel (Mio Hio, Emiko Niwa (niña)
- Dr. Slump <2.ª serie> Arale Norimaki
- Futari wa Pretty Cure Splash Star (Reina Filia)
- Hamtaro (Mineko-chan, Yume-chan)
- HeartCatch PreCure! (Chypre)
- Little Snow Fairy Sugar (Kanon)
- One Piece (Milia)
- Princess Nine (Nene Mouri)
- R.O.D the TV (Hisami Hishiishi)
- Sailor Moon series (Momoko Momohara)
- Seraphim Call (Tanpopo Teramoto)
- Sonic X (Amy Rose)

### OVA
- Tales of Phantasia: The Animation (Suzu Fujibayashi)
- Here is Greenwood (Reina Kisaragi)
- Naruto OVA: Find the crimson four-leaf clover (Kaede Yoshino)
- Ojamajo Doremi Na-i-sho (Nozomi 和久)

### Videojuegos
- Sonic the Hedgehog (2006) (Amy Rose)
- Shadow the Hedgehog (Amy Rose)
- Sonic Advance 3 (Amy Rose)
- Sonic Adventure (Amy Rose)
- Sonic Adventure 2 (Amy Rose)
- Sonic Heroes (Amy Rose)
- Sonic Riders (Amy Rose)
- Tales of Phantasia (Suzu Fujibayashi)
- Soulcalibur III (Young woman 2)
- Tokyo Mew Mew (Ringo Akai)

### Películas
- Garasu no Usagi (Mitsuko Ei)
- HeartCatch PreCure! (Chypre)
- Pretty Cure Max Heart (Marques)

### Doblaje (animación)
- The Simpsons (Maggie Simpson)
- The Powerpuff Girls (Bubbles)
- My Little Pony: La Magia de la Amistad (Sweetie Belle)
- The Loud House (Lisa Loud)
- Esme & Roy (Tillie)

### Doblaje (acción real)
- Babel (Elle Fanning)
- Full House (Michelle Elizabeth Tanner)
- Poltergeist (Carol Anne Freeling)
- Two of a Kind (Ashley Burke)